# Нуссаїр Мазрауї
Нуссаї́р Мазрауї́ (араб. نصير مزراوي, нід. Noussair Mazraoui, нар. 14 листопада 1997, Лейдердорп) — марокканський та нідерландський футболіст, правий захисник клубу «Манчестер Юнайтед» та збірної Марокко.

## Клубна кар'єра
Народився 14 листопада 1997 року в місті Лейдердорп. Вихованець футбольної школи клубу «Аякс». 12 серпня 2016 року в поєдинку проти «Алмере Сіті» Нуссаїр дебютував у Еерстедивізі за дублерів амстердамського клубу і за два сезони взяв участь у 55 матчах чемпіонату.
4 лютого 2018 року в матчі проти «НАК Бреда» він дебютував у складі першої команди в матчі Ередівізі. Станом на 15 серпня 2018 року відіграв за команду з Амстердама 9 матчів в національному чемпіонаті.

## Виступи за збірну
У 2017 році Мазрауї вирішив виступати за збірну Марокко, оскільки має марокканські коріння і того ж року дебютував у складі молодіжної збірної Марокко. На молодіжному рівні зіграв у 3 офіційних матчах.
| Дата       | Місто      | Господарі | Результат               | Гості       | Турнір                                        | Голи | Примітки |
| ---------- | ---------- | --------- | ----------------------- | ----------- | --------------------------------------------- | ---- | -------- |
| 8-9-2018   | Касабланка | Марокко   | 3 – 0                   | Малаві      | Відбір до Кубка африканських націй 2019       | -    | 73'      |
| 16-11-2018 | Касабланка | Марокко   | 2 – 0                   | Камерун     | Відбір до Кубка африканських націй 2019       | -    |          |
| 20-11-2018 | Радес      | Туніс     | 0 – 1                   | Марокко     | товариський матч                              | -    | 85'      |
| 26-3-2019  | Танжер     | Марокко   | 0 – 1                   | Аргентина   | товариський матч                              | -    |          |
| 12-6-2019  | Марракеш   | Марокко   | 0 – 1                   | Гамбія      | товариський матч                              | -    | 46'      |
| 28-6-2019  | Каїр       | Марокко   | 1 – 0                   | Кот-д'Івуар | Кубок африканських націй 2019 - груповий етап | -    | 82'      |
| 1-7-2019   | Каїр       | ПАР       | 0 – 1                   | Марокко     | Кубок африканських націй 2019 - груповий етап | -    | 75'      |
| 5-7-2019   | Каїр       | Марокко   | 1 – 1 д.ч. (1 – 4 п.п.) | Бенін       | Кубок африканських націй 2019 - 1/8 фіналу    | -    | 74'      |
| 15-11-2019 | Рабат      | Марокко   | 0 – 0                   | Мавританія  | Відбір до Кубка африканських націй 2021       | -    |          |
| 19-11-2019 | Бужумбура  | Бурунді   | 0 – 3                   | Марокко     | Відбір до Кубка африканських націй 2021       | 1    | 57'      |
| Усього     |            | Матчів    | 10                      |             | Голів                                         | 1    |          |

## Титули і досягнення
- Чемпіон Нідерландів (3):

«Аякс»: 2018-19, 2020-21, 2021-22
- Володар Кубка Нідерландів (2):

«Аякс»: 2018-19, 2020-21
- Володар Суперкубка Нідерландів (1):

«Аякс»: 2019
- Чемпіон Німеччини (1):

«Баварія»: 2022-23
- Володар Суперкубка Німеччини (1):

«Баварія»: 2022